# Фихтенау
Фихтенау (њем. Fichtenau) општина је у њемачкој савезној држави Баден-Виртемберг. Једно је од 30 општинских средишта округа Швебиш Хал. Према процјени из 2010. у општини је живјело 4.553 становника. Посједује регионалну шифру (AGS) 8127102.

## Географски и демографски подаци
Фихтенау се налази у савезној држави Баден-Виртемберг у округу Швебиш Хал. Општина се налази на надморској висини од 528 метара. Површина општине износи 31,3 km². У самом мјесту је, према процјени из 2010. године, живјело 4.553 становника. Просјечна густина становништва износи 146 становника/km².